# (20114) 1995 UQ44
1995 يو كيو 44 (ويعرف أيضًا باسم (20114) 1995 يو كيو 44 وفق تسمية الكوكب الصغير) (بالإنجليزية: 1995 UQ44)‏ هو كويكب ضمن حزام الكويكبات؛ وترتيبه 20114 من حيث الاكتشاف.
اكتُشف هذا الجُرم الفلكي بواسطة شوهي سوزوكي في 26 أكتوبر 1995.

## وصلات خارجية
- (20114) 1995 UQ44 في قاعدة بيانات مختبر الدفع النفاث لأجرام النظام الشمسي الصغيرة

- الاكتشاف · مخطط المدار ·  العناصر المدارية · المعلمات المادية

- (20114) 1995 UQ44 على موقع ويكي سكاي: DSS2, SDSS, GALEX, IRAS, Hydrogen α, X-Ray, Astrophoto, Sky Map, Articles and images